# Ortsname

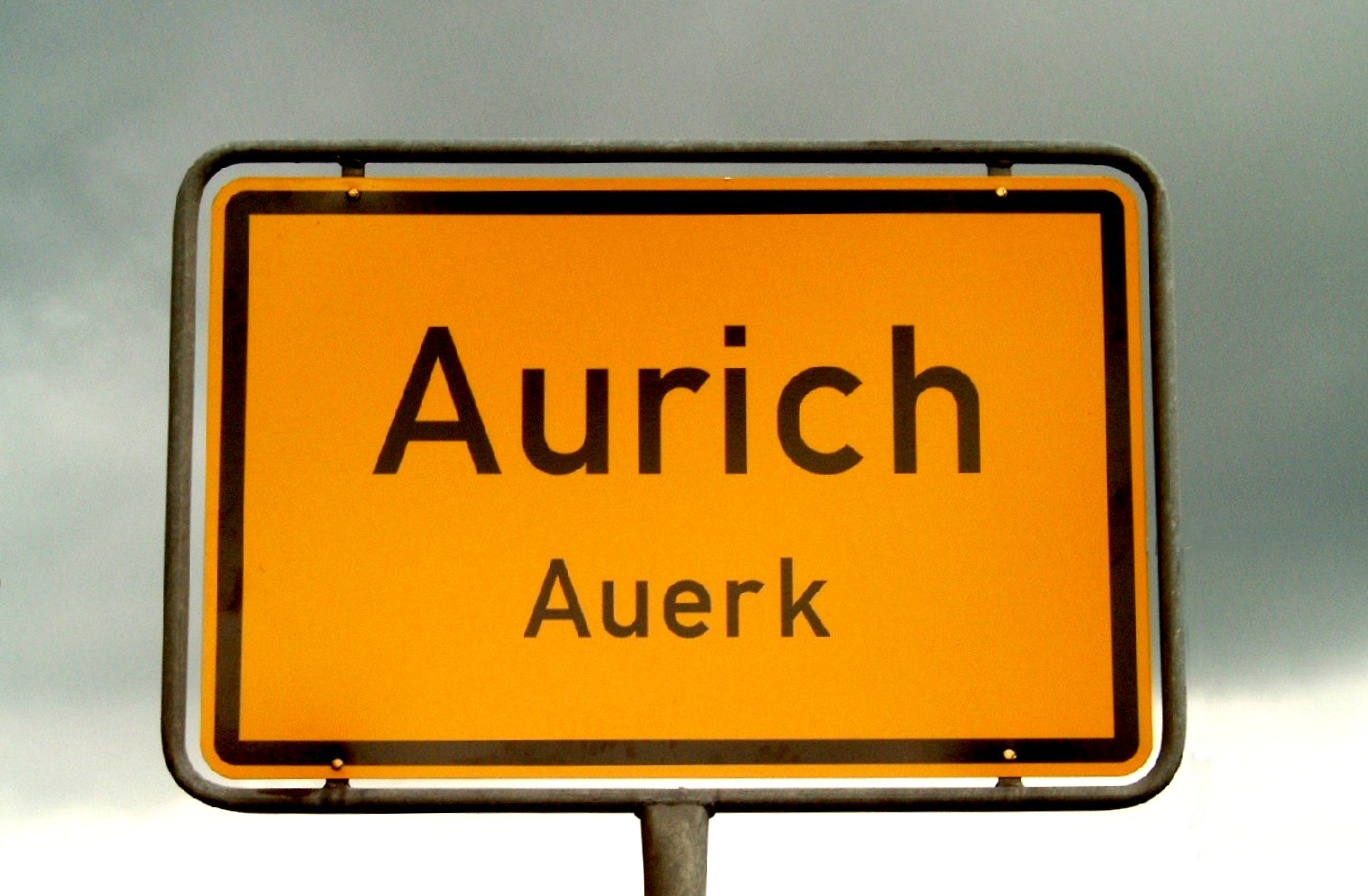
Zweisprachiges Ortsschild von Aurich, Hochdeutsch und ostfriesisches Niederdeutsch

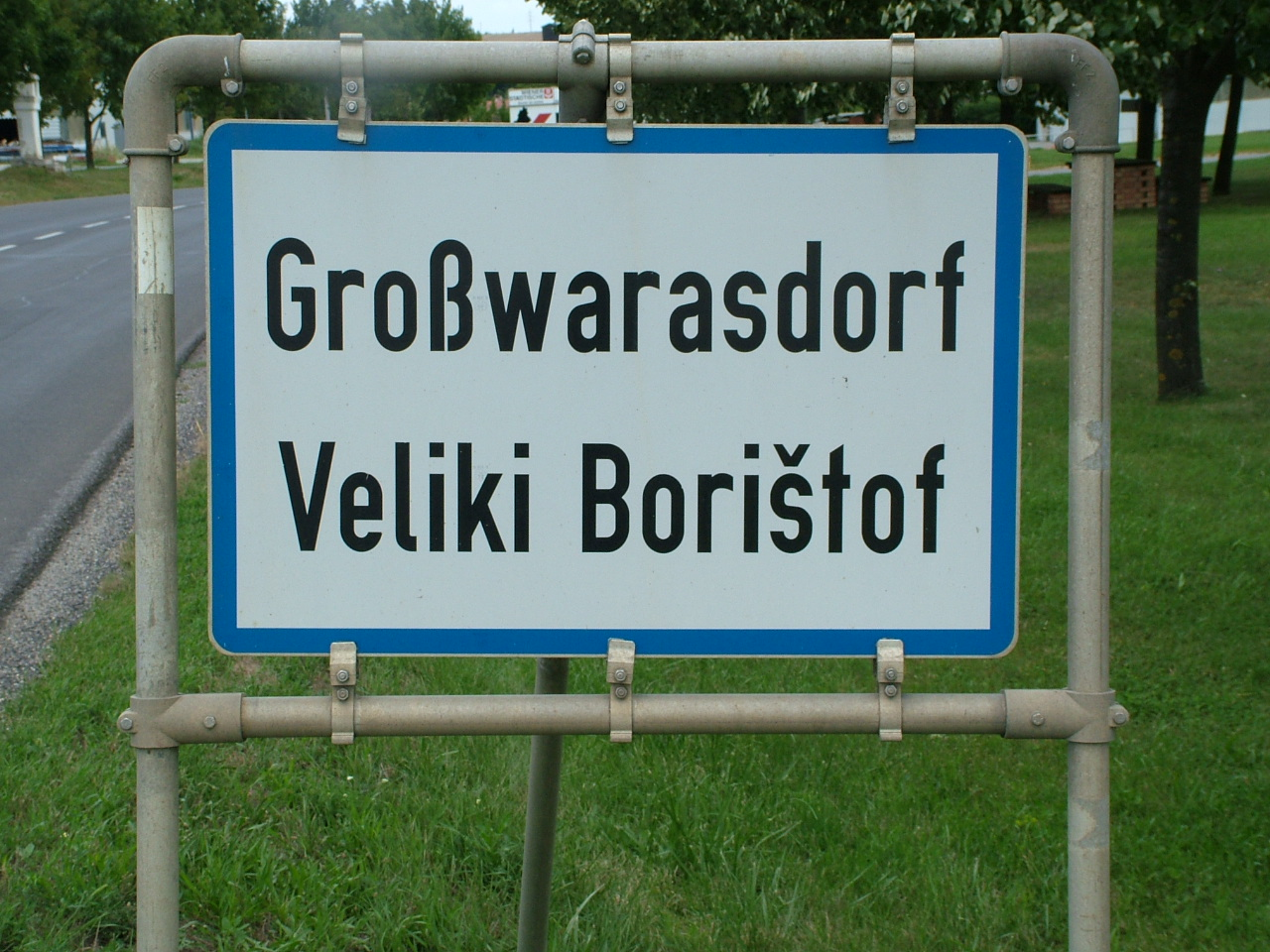
Zweisprachiges Ortsschild von Großwarasdorf/Veliki Borištof, Deutsch/Kroatisch

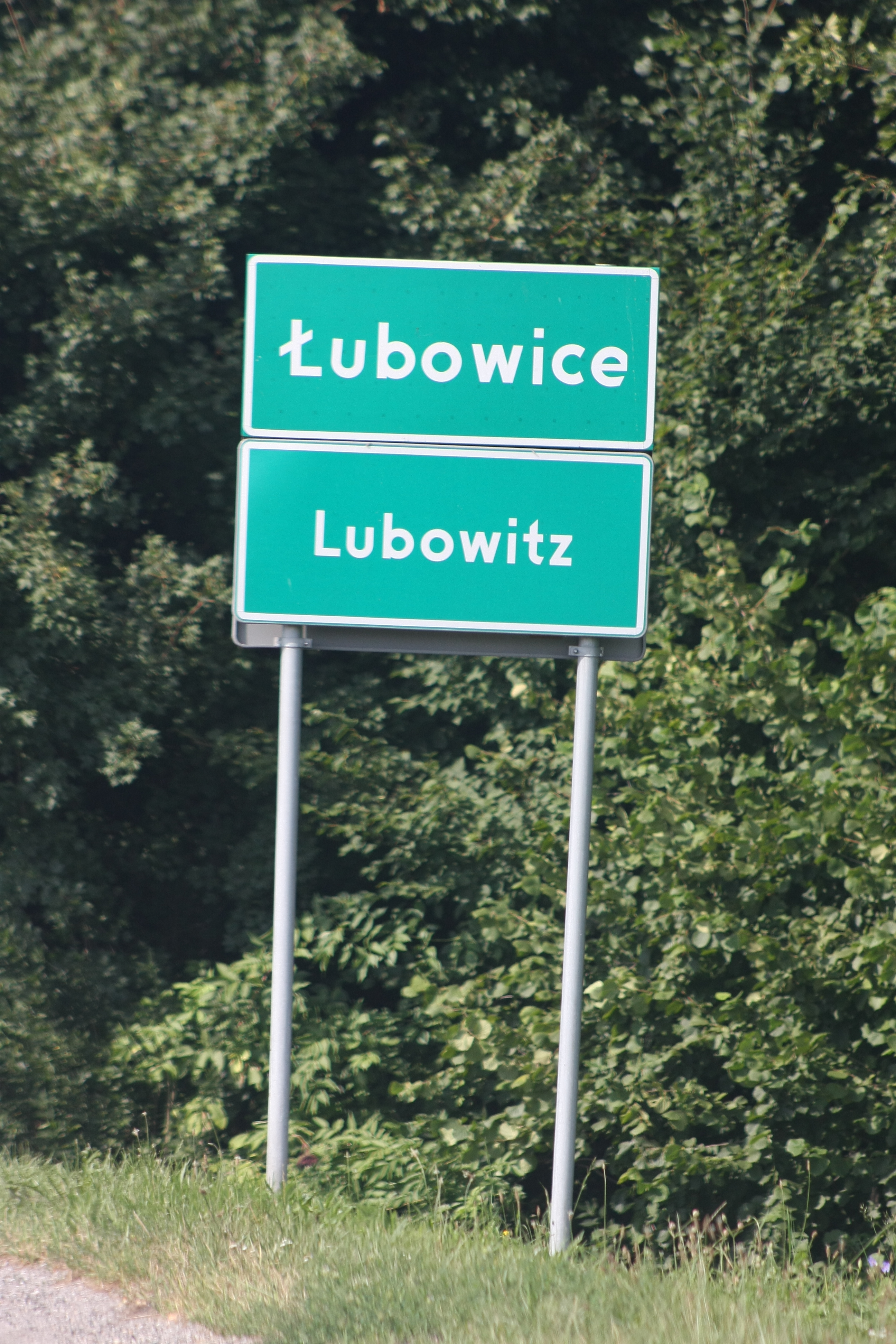
Zweisprachiges Ortsschild von Lubowitz/Łubowice, Polnisch/Deutsch

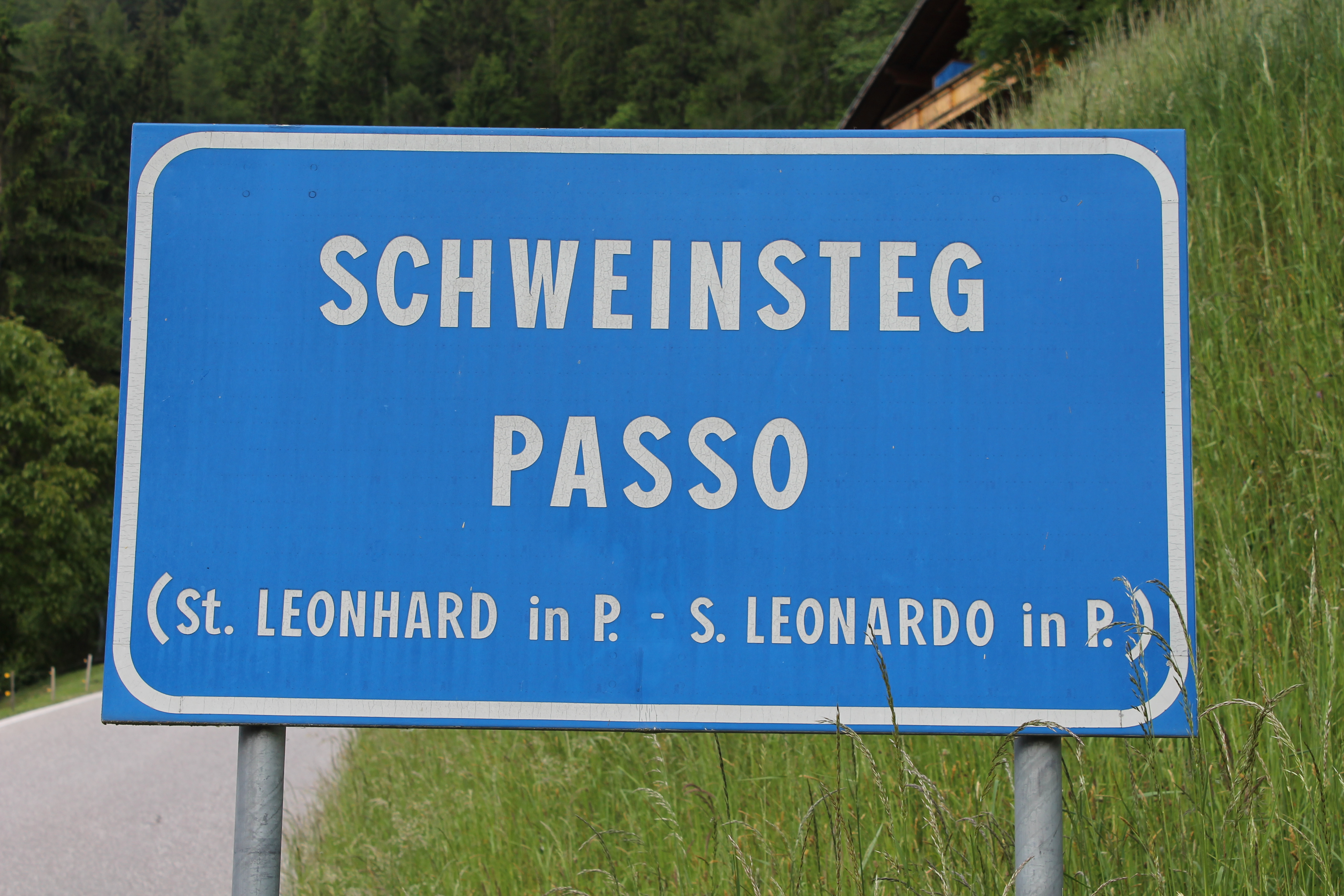
Zweisprachiges Ortsschild von Schweinsteg/Passo in Südtirol, Deutsch/Italienisch

Ein Ortsname im engeren Sinne, auch Siedlungsname, fachsprachlich Oikonym (altgriechisch οἶκος oíkos ‚Haus‘ und -onym), ist der Name einer Siedlung. Das kann ein Dorf oder eine Stadt, ein Einzelhof (vgl. Hausname) oder eine Einzelsiedlung, eine Rotte, ein Weiler oder eine Wüstung sein.
Mit der Erforschung von Ortsnamen (auch im weiteren Sinn) befasst sich die Toponomastik. Die aktuelle Ortsnamenforschung betrachtet Siedlungsnamen im eigentlichen Sinn und nicht auch in einem weiteren Sinn, wo zu den Siedlungsnamen auch die Namen der Elemente der Ansiedlungen, wie der Gebäude und der anderen Infrastrukturteilen der Anlage (Oikodonyme, Bauwerksnamen). Für solche Namen existieren heute Namensgruppen wie Gebäude- und Verkehrswegsnamen.
Grundsätzlich bezeichnen Siedlungsnamen bewohnte und Flurnamen dagegen unbewohnte Orte. Flurnamen werden zu Siedlungsnamen, wenn in der Vergangenheit eine besiedelte Fläche, die zuvor Flurname war, zu einer Siedlung wird. Das kann durch Neubauten, die an bestehende Siedlungen angrenzen, geschehen, oder durch die Nutzung von Flurnamen für Straßennamen in Neubaugebieten.

## Entstehung von Ortsnamen im deutschen Sprachraum
Die Benennung eines Ortes dient wie alle Bezeichnungen der Orientierung des Menschen in seiner Umwelt. Ortsnamen waren erforderlich, damit man ein oder mehrere Anwesen eindeutig benennen oder kennzeichnen konnte. Nur in Verbindung mit dem Ortsnamen konnten in der Vergangenheit Besitz, Lehnsrechte, Gerichtsrechte, Zehnte, Patronate, Leibeigenschaften, Zölle oder sonstige Abgaben genau zugeordnet werden.
Der Entstehung der Ortsnamen lag stets ein Benennungsmotiv zu Grunde. Das war ein Merkmal, das diesem bestimmten Ort anhaftet und das sich auf den ersten Siedler, Gründer (Namen), geografische oder topografische Gegebenheiten und Besonderheiten (wie Gewässer, Fluss, Furt, Berg, Burg, Kirche, Kloster) bezog oder gegebenenfalls auf mythologische Gründe. Ortsnamen werden erstmals schriftlich genannt, wenn ihre Gründung durch Urkunden belegt ist oder wenn Rechtsgeschäfte, die mit dem Ort in Verbindung stehen, getätigt und in Urkunden festgehalten wurden. Jedoch sind Urkunden nur zufällig erhaltene Belege. Die meisten Ortsnamen waren daher schon in Gebrauch, bevor sie erstmals schriftlich erwähnt wurden.
Ortsnamen können verschiedenste Ursprünge haben:
- Herrschaftliche Namen: diese Art rührt von ehemaligen Besitztümern von adeligen oder kirchlichen Grundbesitzern her.
  - Insbesondere in der Zeit des frühmittelalterlichen Siedlungsausbaus wurden Orte nach der dort siedelnden Sippe eines Gründers benannt, zum Beispiel viele ‑hausen, -heim, -hofen, -ing-, -weil/-wil-Namen („bei den Häusern, dem Heim, den Höfen, den Leuten, dem Gehöft des …“).
  - Speziell kirchliche Bezüge sieht man oft als selbstständigen oder integrierten Teil des Ortsnamens. Sie bezeichnen meistens Gebäude (Pfarr-, -kirch, -kloster, -zell etc.), da diese den Grundstein für die Entstehung der Ortschaft legten. Herleitung des Namens vom Kirchenpatron des Ortes: Sankt.
  - Nach einem Stifter bei der Besiedlung, etwa Karlstift, oder religiös Pfaffenschlag, oder als Widmung etwa Theresienstadt (nach der Mutter des Gründers).
- Benennung eines Ortes nach den Einwohnern oder ihrer historischen Herrschaft:
  - Angehörige eines Volksstamms, einer Religion oder Konfession: Dürkheim (946 Thuringeheim, von Karl dem Großen umgesiedelt), Sachsenhausen, Windischgarsten (Verweis auf slawische Bevölkerungsteile im Gegensatz zu Garsten bei Steyr), Judenburg, auch jüngeren Datums: Deutsch-Wagram (Deutsche im Burgenland-Kroatengebiet); Katholisch-Willenroth als Beispiel für eine Konfession.
  - Am Ort siedelte eine größere Anzahl von Personen gleichen Berufsstands oder gleichen Familiennamens, zum Beispiel Fischerstadt
- Bezugnehmend auf Merkmale der (natürlichen) Umgebung – viele Ortsnamen leiten sich von Flurnamen ab oder haben auch einen eigenständig entstandenen Namen:
  - Der Ortsname rührt von einem Bach oder Fluss her, der den Ort durchfließt, beispielsweise -bach, oft sehr häufig bei der Mündung, wie Ybbs, aber nicht bei Fischamend wie Fischa-am-Ende, sondern Fisch-Allmende, also gemeindliche Landwirtschaftsfläche an der Fischa.
  - Nach nahe gelegenen Bergen, Wäldern, Seen: Nürnberg („Felsberg“ zu mundartl. Nörr, Nürn „Fels“), Finsterwalde, Westensee („westlich des Sees“).
  - Nach in der Gegend gehäuft auftretenden Pflanzen oder Tieren, zum Beispiel Eschede („Eschenort“), Exten („bei den Elstern“, zu westfälisch Eekster „Elster“). Auch zusammengesetzte Namen können so entstehen, wie Eichstätt, Moorenweis („Moorwiese“) oder Biberach („Biberwasser“).
- Es gibt aber auch die Entstehung aus einer Umwandlung aus einer fremden Sprache der ursprünglichen Bewohner, wie Köln aus lat. Colonia („Kolonie“, „Niederlassung“) oder Graz aus slowenisch gradec („kleine Burg“). Ältere Namen von Siedlungen aus Antike und Mittelalter veränderten sich im Laufe der Zeit oft so stark, dass sich aus den heutigen Ortsnamen nicht mehr direkt auf die ursprüngliche Bedeutung und Herkunft schließen lässt.
- Die einfache Ableitung als Erweiterung eines ursprünglichen Namens, wie Neu-Isenburg oder Kleinochsenfurt. Oft heißen die Tochtersiedlungen auch einfach Neudorf, Neustadt oder Neusiedl, die auch mit einem erklärenden Zusatz versehen werden können, wie Wiener Neustadt. Ähnliches gilt auch für Orte, die Auswanderer oder Vertriebene oder Umsiedler nach ihrem Heimatort benennen. Ein Beispiel für die erste Gruppe ist New Orleans, für die zweite Neugablonz, wo sich viele Vertriebene nach dem Zweiten Weltkrieg aus Gablonz in Nordböhmen gemeinsam ansiedelten, für die dritte Neu-Lohn (vgl. Vertriebenenstadt).

## Bestandteile von Ortsnamen (im deutschen Sprachraum)
Ortsnamen im deutschen Sprachraum (wie die meisten Ortsnamen keltisch-germanischer Herkunft) bestehen im Allgemeinen aus einem Grundwort (ursprünglich im Dativ), das meistens mit einem vorangestellten Bestimmungswort näher bestimmt wird. Dieses Muster wird vorwiegend seit der späteren Völkerwanderungszeit angewendet und geht wohl auf römische Vorbilder wie Castra Regina (‚Kastell am Regen‘ > Regensburg) zurück (bei denen allerdings das Grundwort am Anfang steht). Ein älteres Muster ist die Bildung aus Bestimmungswort und Suffix (das auch für die meisten Ortsnamen slawischen Ursprungs gilt).
Da die Grundwörter im Laufe der Geschichte oft bis zur Unkenntlichkeit verschliffen wurden (zum Beispiel -heim zu -em, -en, -um), sind sie von Suffixen z. T. nicht mehr zu unterscheiden, so dass in vielen Fällen nur die ältesten urkundlichen Belege eine sichere Zuordnung erlauben.
Zur Unterscheidung von gleichen (oder ähnlichen) Ortsnamen in der Umgebung können den Namen weitere Elemente hinzugefügt werden. Dies kann ein vorangestellter Zusatz wie Berg- oder Wald- oder ein nachgestellter Zusatz wie bei/am XY sein. Benachbarte Tochtersiedlungen (bzw. planmäßige Erweiterungen bestehender Siedlungen) werden meistens durch Namenszusätze wie Neu- oder Klein- von der ursprünglichen Siedlung unterschieden, die gleiche Funktion erfüllen Zusätze wie -Neustadt etc. Meistens neuzeitlichen Ursprungs sind weitere Beinamen und Zusatzbezeichnungen (siehe unten); sie werden oft nur im amtlichen Verkehr gebraucht und in der lokalen Umgangssprache ignoriert, zum Beispiel Bad Münder am Deister.

### Grundwörter
Grundwörter bezeichnen den Grund der Benennung eines Orts oder einer Siedlung, zum Beispiel das Vorhandensein von Gebäuden (‑hausen, -kirchen) oder spezieller geografischer Merkmale (-berg, -wald). Die Grundwörter werden auch Endungen genannt, weil sie in germanischen Ortsnamen in der Regel hinten stehen. Durch diese Bezeichnung wird jedoch der Unterschied zu den Ortsnamen-Suffixen verwischt, die im Gegensatz zu den Grundwörtern keine erschließbare eigenständige Bedeutung haben.
Ortsnamen-Grundwörter können auch für sich stehen (Simplex) und zum Teil als Bestimmungswörter dienen, also miteinander kombiniert werden.
Beispiele sind:
- -ach, -a, niederdeutsch -aa, -ah: Siedlung an einem Wasserlauf, einer Ache, westfälisch Aa (-ach kann in rheinischen Ortsnamen aber auch auf das gallo-romanische Suffix -acum zurückgehen).
- -au, -aue, niederdeutsch -oog(e), -ohe, -oie oder Dänisch „-aa“: Siedlungen auf Inseln oder am Wasser (beides als Aue), von mittelhochdeutsch ouwa etc. (-au steht in niederdeutschen Namen oft für älteres -a, -aa, in vormals slawischen Gebieten für -ow). Beispiele für -oog: Langeoog, Minsener Oog, Norderoog, Schiermonnikoog, Spiekeroog, Süderoog, Wangerooge.
- -bach, niederdeutsch -bek(en), -beck, -bke etc.: (Siedlung an einem) Wasserlauf.
- -berg, -bergen, niederdeutsch -barg, -bargen: Ansiedlung auf einer Anhöhe oder an einem Berg, zum Beispiel Bamberg, Bergrath, Nothberg.
- -beuern, -beuren, -beuron, -birn, niederdeutsch -büren, -bur(en) etc.: von althochdeutsch bur „kleines Haus“ etc., mittelniederländisch buur „Wohnung“, vgl. Bauer (Vogelkäfig).
- -born, -bronn etc., Brunnen, Quelle, zum Beispiel Paderborn, Eschborn, Quickborn, auch Heilbronn, Born, Brunn.
- -brand: Urbarmachung durch Brandrodung, zum Beispiel Hinterbrand, Engelsbrand.
- -bruch, -broich, niederdeutsch -brook, brock, -brauk bedeutet Bruch- oder Sumpflandschaft (siehe Erlenbruchwälder in Brandenburg), zum Beispiel Broich, Bärbroich, Grevenbroich „Bruchlandschaft der Grafen“, Broichweiden, Korschenbroich.
- -bruck, -brück, niederdeutsch -brügge beziehen sich häufig auf eine Ansiedlung mit Gewässerübergang, oft (aber nicht ausschließlich) eine Brücke. Es kann aber auch von altsächsisch „bruggi“ Bergrücken abgeleitet sein.
- -bühl, -bühel, -bihl, -beuel, bairisch -bichel, -pichl: Siedlung auf oder an einem Hügel, einer Anhöhe.
- -büll: Wohnstätte, Siedlung (entspricht dänisch -bøl von altnordisch bu 'wohnen'), zum Beispiel Niebüll.
- -burg, niederdeutsch, schwedisch und dänisch -borg: Anhöhe, befestigte Siedlung, in frühmittelalterlichen Namen auch: Stadt (siehe unten), zum Beispiel Augsburg, Dahlenburg, Duisburg, Göteborg, Hamburg, Regensburg.
- -büttel, abgeleitet von altsächsisch „(gi)butli“ Siedlung; zum Beispiel Brunsbüttel, Hamburg-Fuhlsbüttel, Oeschebüttel, Wolfenbüttel.
- -by aus dem Dänischen, Dorf, zum Beispiel Barkelsby, Husby oder Karby; verwandt mit althochdeutsch bur, altnordisch -bu, schwedisch -bo und norwegisch -bu – an der mittleren Elbe: Ort an der Flussbiegung, zum Beispiel Barby.
- -damm: Endung, in den Niederlanden -dam, in Belgien auch -damme, auf Damm zurückzuführen
- -donk: kleine Anhöhe in der Niederung (niederrheinisch und niederländisch), zum Beispiel Wachtendonk
- -donn: Siedlung auf einer Düne, zum Beispiel Hochdonn oder Sankt Michaelisdonn.
- -dorf, -torf, -troff, -druf, niederdeutsch -dorp, -dörp, -torp, -trop, -trup, dänisch -torf, -trup, vgl. englisch -thorp, schwedisch -torp: (bäuerliche) Siedlung allgemein. Während der deutschen Kolonisierung der vormals slawischen Gebiete ostwärts der Elbe (siehe Hochmittelalterliche Ostsiedlung) wurden neu gegründete Siedlungen oft nach dem Dorfvorsteher benannt, zum Beispiel Hartmannsdorf (= Dorf des Hartmann).
- -eck, -egg: eigentlich Ecke, herausragende Anhöhe, Fels, oft auch in Namen von Burgen, Schlössern, befestigten Anlagen.
- -feld, -felde: (ursprünglich) unbewaldete Fläche, zum Beispiel Bielefeld.
- -fels: eine Ortschaft auf oder an einem Felsen, zum Beispiel Fels am Wagram, insbesondere zu einer hochmittelalterlichen Felsenburg, zum Beispiel Fels (Luxemburg).
- -fehn: aus dem niederdeutschen Fehn/Veen, Moor; hier sogenannte Moorkolonien mit Kanälen im nordwestlichen Niedersachsen (Ostfriesland und Oldenburgerland), zum Beispiel Großefehn, Augustfehn.
- -fleth, -fleet: niederdeutsch, zu mittelniederdeutsch vlēt, fließendes Gewässer, zum Beispiel Bahrenfleth, Beidenfleth, Borsfleth, Dammfleth, Elsfleth, Wewelsfleth.
- -furt, -furth, -fürth, niederdeutsch -ford, -fort, -vörde etc.: Siedlung an einer Furt, zum Beispiel Bremervörde, Erfurt, Frankfurt am Main, Klagenfurt am Wörthersee, Ochsenfurt, Schweinfurt, Steinfurt.
- -gast: östlich von Elbe und Saale meistens aus slawisch -goszcz, zum Beispiel Wolgast.
- -gericht: (historische) Gerichtsstätte (vgl. etwa Freigericht oder Linsengericht; letztere Bedeutung kann auch auf ein „Lindengericht“ zurückgeführt werden)
- -gmund, -gmünd: an der Mündung eines Baches oder Flusses, zum Beispiel Gmund, Gemünden, Georgensgmünd; vgl. auch -münde.
- -goven: siehe unter -hof.
- -graben: Siedlung an einem künstlichen Wasserlauf.
- -groden, -grode: niederdeutsch für neu angeschwemmtes Land (insbesondere zur Seeseite des Deichs).
- -hafen, -haven: Hafen, zum Beispiel Bremerhaven, Cuxhaven, Kopenhagen (dänisch: København), Wilhelmshaven.
- -hag(en), -haag, -hain, -han, -hahn etc.: ahd. hagan, mhd. hagen bedeutet ein umhegter Bereich zum Beispiel mit Wall und einer Dornenhecke/Hainbuchenhecke[1] auch für Landheege/Landwehr/Stadtwehr/Dorfwehr/Burgwehr/Gehöftumwehrung in Gebrauch.
- -halden, -halde: oberdeutsch für Berghang, Abhang, zum Beispiel Aichhalden, Freihalden.
- -hall: umstritten (vgl. Halle (Saale)#Ursprung des Namens); vielleicht abgeleitet vom germanischen Wort für Salz.[2]
- -hardt, -hard, -haard(t), -hart(h) etc.: „Bergwald“, „bewaldeter Hang“, zum Beispiel Murrhardt, Spessart („Spechtswald“), Rothaargebirge > gerodetes Waldgebirge.
- -hau: von hauen (roden).
- ‑hausen, -haus bei den (Wohn-)Häusern, bzw. im Singular (bescheidene) Einzelsiedlung. Ebenso -husen, -huse, -sen, -huus von altnordisch hus Haus oder husa mit Häusern bebauen niederdeutsch Siedlung.
- -haven: siehe unter -hafen.
- -heim (-en), -ham, -am, niederdeutsch -hem, -em, -um: Siedlung, Wohnort (vgl. Heimat), zum Beispiel Ingelheim am Rhein, Pilsum.
- -hof bzw. (ursprünglich dativische Pluralform) -hofen, -hoven, -höfen: als Einzelhof oder Gruppe von Gehöften angelegte Siedlung, zum Beispiel Adelshofen, Hülshof, Schophoven.
- -holm: niederdeutsch, dänisch, schwedisch Insel oder Halbinsel, zum Beispiel Stapelholm, Stockholm.
- -holt: Siedlung am oder im Holz (Wald).
- -horn, -hörn: spitz zulaufendes Geländestück, zum Beispiel Nordhorn, Scharhörn.
- -horst (-host, -ost), -hurst: eine leicht erhöhte Stelle in einem Sumpf, Moor oder einer feuchten Niederung.
- -hoven: siehe unter -hof.
- -hude: Holzlagerplatz/Stapelplatz an einer Wasserverbindung, Fährstelle, Landungsplatz, zum Beispiel Buxtehude, Fischerhude, Flemhude, Harvestehude, Hude, Ritterhude, Steinhude, Winterhude, siehe auch: Hude-Orte.[3]
- -husen: siehe unter -hausen.
- -inghausen (-iehausen, -kausen), -ingheim (-igheim, -ingem), -inghoven (-ikofen, -ikon/-iken), -ingerode (-igerode): Kombinationen aus dem Suffix -ing(en) und den jeweiligen Ortsnamen-Grundwörtern, zum Beispiel Bönnigheim, Lüdinghausen, Harlingerode, Wernigerode, Zollikofen, Zollikon.
- -kapell(en), -kappeln: eine Kapelle, zum Beispiel Westerkappeln.
- -kietz: ehemals slawische Fischersiedlung in der Mark Brandenburg und angrenzenden Gebieten
- -kirch, -kirchen, niederdeutsch -kark, -kerk(en): Kirchort.
- -koven: siehe unter -hof.
- -lar: von althochdeutsch *hlār(i) „Hürde, Lattenwerk, Gerüst“, zum Beispiel Fritzlar, Goslar, Wetzlar, auch als Simplex: Lahr/Schwarzwald.[4]
- -leben (-legen) (-lehen), (altsächsisch-thüringisch, bayrisch): Lehen, vom Grundherren verlehntes Gut (zum Beispiel Schönleben, Niederlehen), Hinterlassenschaft, zurückgelassener Ort, zum Beispiel Aschersleben, Lutherstadt Eisleben, Gardelegen (entspricht dänisch -lev, schwedisch -löv).
- -leiten, -leithen: (Siedlung am) Abhang, Berghang.
- -ley: (am) Fels.
- -loh, -lah, -loch, -loy: Wald, Hain, lichtes Gehölz, zum Beispiel Wechloy.
- -mar: stehendes Gewässer, sumpfiges Quellgebiet, zum Beispiel Geismar, Horstmar.
- -mund, -münde, niederdeutsch -müde(n), niederländisch -muid(e): an der Mündung eines Baches oder Flusses, zum Beispiel IJmuiden, Müden, Peenemünde, Swinemünde; vgl. auch -gmünd.
- -münster: Kloster (von lateinisch ‚monasterium‘), zum Beispiel Kremsmünster oder Münster.
- -öd: wieder aufgenommene Siedlungsstellen, zum Beispiel Reisachöd. Rauchenödt.
- -oog(e): siehe unter -au.
- -rod, -roda, -rodt, -roth, -rode, -raht, -rath, -rade, -rüti, -reut(h), -reute, -ried, -ruit, -ray: von „Rodung“, also eine Siedlung im (früheren) Wald, zum Beispiel Bayreuth, Bergrath, Eurode, Hastenrath, Neuenrade, Reutte in Tirol, Röhe, Roetgen, Röthgen; nicht jedoch: Walsrode.
- -rotte: von zusammenrotten, siehe Weiler
- -ruhe: Rückzugsort eines Herrschers, zum Beispiel Karlsruhe, Wilhelmsruh.
- -salt, selt: wahrscheinl. althochdeutsch salida, selida bzw. altsächsisch selitha, altenglisch seld „Haus, Wohnung, Wohnstätte, Unterkunft“.
- -schach, -schachen: oberdeutsch für einzeln stehendes Waldstück, zum Beispiel Rohrschach, Schwarzschachen.
- -scheid: von Grenze, scheiden, Bestandteil vieler Flurnamen
- -schlag: Zollschlag, Schlagbaum, Grenze, bzw. von schlagen (forstwirtschaftlich Forstschlag, roden).
- -schwand, -schwende, -swende: von Schwenden (einer besonderen Art des Rodens der Bäume), zum Beispiel Alberschwende, Wolpertswende.
- -siefen, -seifen, niederdeutsch -siepen: mittelhochdeutsch (bzw. mittelniederdeutsch) für enges, feuchtes Bachtal, siehe Siepen.
- -siel: von „Siel“, eine Deichschleuse, zum Beispiel Bensersiel, Greetsiel, Dornumersiel, Hooksiel, Horumersiel.
- -stade: niederdeutsch für Ufer, Gestade, natürlich entstandener Landeplatz für kleinere Schiffe, zum Beispiel Stade, Warstade, siehe auch: Stade-Orte.[5]
- -stadt, -statt, -stätt, -stetten, niederdeutsch -städt, -stedt, -stede(n):, in Norddeutschland von altnordisch „stada“ in schon mittelalterlich überlieferten Ortsnamen (zunächst) lediglich Stätte, Stelle (zum Beispiel Eichstätt Stelle, wo viele Eichen wachsen), erst im 12. Jahrhundert entwickelte sich für mittelhochdeutsch stat, hochdeutsch „-stadt“ die Bedeutung Siedlung mit Marktrecht und Selbstverwaltung (dafür früher burg); auch im 20. Jahrhundert bei Städtefusionen häufig gebraucht, zum Beispiel Albstadt, Diemelstadt, Erftstadt, Filderstadt.
- -stein: eine Ortschaft auf oder an einem Felsen, zum Beispiel Warstein, insbesondere zu einer Burg, zum Beispiel Aggstein, Bieberstein, Kufstein.
- -stift: ein Nonnenkloster.
- -sund: eine Meerenge, zum Beispiel Stralsund.
- -tal, -thal, niederdeutsch, dänisch -dal: Siedlung im Tal; auch im 20. Jahrhundert bei Städtefusionen häufig gebraucht, zum Beispiel Extertal, Lippetal, Nettetal, Niddatal, Schwalmtal, Wuppertal.
- -torf: aus dem Dänischen Siedlung im Moor, wo Torf gestochen wird, zum Beispiel Rostorf, Nortorf, Gettorf.
- -trop, -trup: siehe unter -dorf.
- -um: friesisch, niedersächsisch für -heim zum Beispiel Beckum, Büsum, Husum, Keitum, Pogum, Rantum.
- -up: aus dem Dänischen -torp, Dorf, zum Beispiel Hurup.
- -walchen: Siedlung romanischen (welschen) Ursprungs.
- -wald, -walde, niederdeutsch, dänisch -wohld, -wohle, -wold etc.: Siedlung am oder im Wald.
- -wang: althochdeutsch für Feuchtwiese (meist auf einer Neigung befindlich), zum Beispiel Feuchtwangen, Haldenwang.
- -warden: Siedlung auf einer Warft, zum Beispiel Breddewarden, Eckwarden, Einswarden, Fedderwarden, Golzwarden, Hammelwarden, Langwarden, Sengwarden.
- -weg: am Weg gelegen, Baumschulenweg.
- -weide: an oder bei einer Weide gelegen (wobei hier der Baum oder die Grünfläche gemeint sein kann), Niederschöneweide, Oberschöneweide.
- -weiler, -wei(h)er, -wil, -wy(h)l, -viller: eine Wohnsiedlung, die aus wenigen Gebäuden besteht (vgl. Weiler), von romanisch villāre „Gehöft“ und damit letztlich zu lat. villa „Landhaus“, zum Beispiel Mönchweiler.
- -werder, -werth, niederdeutsch, fries. -warder, -wort(h), -ort, süddeutsch -wört(h): Halbinsel oder inselartige Anhöhe in der Niederung (vgl. Wurt).
- -wies, -wiß: an oder bei einer Wiese gelegen, zum Beispiel Dürwiß.
- -wik, -wig: altnordisch Handelsplatz, niederdeutsch Siedlung (aus altnordisch vík), zum Beispiel Schleswig.
- -wind: Hinweis auf wendischen (slawischen) Siedlungsursprung, zum Beispiel Ditterswind, Tautenwind.
- -winkel: etwas unbestimmtes, das mit den Begriffen klein, eng, irgendwo, weit weg, geringwertig bezeichnet werden kann, zum Beispiel Voßwinkel in Verbindung mit einem Tier (hier: niederdeutsch Voß für Fuchs), aber auch mit Bezug auf eine winkelartige Geländeform.
- -wiß: siehe unter -wies.
- -zell: bezieht sich auf eine Klosterzelle, zum Beispiel Zell, Kirchzell.

### Suffixe
Ortsnamen-Suffixe können (besonders in altertümlichen Ortsnamen) die Stelle von Grundwörtern einnehmen. Da sie keine eigenständige Bedeutung haben, sind sie noch stärker als die Grundwörter der Abschleifung (und gegenseitiger Angleichung) ausgesetzt. Hinzu kommt, dass die deutschen Ortsnamen ursprünglich Dativformen waren (gebraucht als Lokativ) und deshalb häufig noch auf -e (Singular) oder -(e)n (Plural) enden, zum Beispiel -walde „im/am …wald(e)“, -hausen (althochdeutsch -husun, husum, -husin, -huson) „bei den …häusern“ – diese Kasussuffixe sind weitgehend assimiliert.
Beispiele:
- -ach, -ich (-ig), -icht (-igt), oberdeutsch -at, -et, -it, hessisch -es, -is: Kollektivsuffix, das aus Baumnamen Gehölznamen bildet, zum Beispiel Haslach („Haselwald“), Birkig, Buchet, Meiches (1342 zum Eiches).
- -ate, -te, -nit und -net: keltischen Ursprungs, zum Beispiel Adnet (Salzburg).
- -ede, -de, -da, -te, -ta, -t: Kollektivsuffix, das aus örtlichen Gegebenheiten Siedlungsnamen bildet, zum Beispiel Eschede, Apolda (Ort, wo Äpfel wachsen/Apfelbäume stehen vgl. lateinisch arboretum „Baumgarten“ zu arbor „Baum“), Ebnet/Ebnit/Ebnat (zu althochdeutsch ëbanôti „Ebene“); aber auch Substantive aus Verben, zum Beispiel Freude zu freuen, Gebäude zu bauen.
- -ich, -ach in rheinischen Ortsnamen: aus gallo-romanisch -(i)acum, zum Beispiel Jülich, Andernach.
- -in (-en) (wenn endungsbetont): slawisch, zum Beispiel Berlin, Schwerin, Fehrbellin Weidenort.
- -ing, -ingen, -ung, -ungen, friesisch -ens: bildet Siedlungsnamen (eigentlich Einwohnernamen) hauptsächlich aus Personennamen (zum Beispiel Villingen-Schwenningen, Süpplingen, Gauting, Esens, Grauingen), aber auch aus Stellenbezeichnungen (zum Beispiel Wildungen bei den Leuten in der Wildnis).
- -itz, -itsch, -witz, -(sch)ütz: aus slawisch -ic- bzw. -ov-ic-, zum Beispiel Rochlitz, Delitzsch, Doberschütz (1349 Doberschwicz zum altsorbischen Vornamen Dobrš).
- -ow (-au): aus slawisch -ov, zum Beispiel Malchow, Lüchow.
- -s (-z): Genitiv-Endung in elliptischen Ortsnamen; diese bestehen nur aus einem Bestimmungswort (meistens Personenname) im Genitiv, das Grundwort ist ausgelassen oder weggefallen, zum Beispiel in Sterbfritz aus Starcfrides [Huson] (vgl. Familiennamen wie Frings aus Severins [Sohn]); dass auch diese Ortsnamen ursprünglich Dativformen waren, zeigt Merkenfritz aus [ze de]m Erkenfredis.

### Bestimmungswörter
Bestimmungswörter weisen auf bestimmte geografische (Berg-, Tal-, Wasser-) oder geologische (Erz-, Hal-, Stein-) Gegebenheiten hin, beziehen sich auf die natürliche Umwelt (Hirsch-, Hase-, Vogel-, Eich-, Buch-) oder Personengruppen (Frank-, Sachsen-, Schiffer-, Graf-) oder verweisen auf Bauten (Burg-, Kirch-, Mühl-).
Beispiele:
- Gründungsbezeichnungen: Neu- zum Beispiel Neustadt, Alt(en)-/Old(en)- usw. (wenn nicht Zusatz, s. u.)
  - Personen (meist Stifter): König(s)-, Herzog(en)-, Graf(en)-, Schulz(en)-, Schult(en)-, Industrielle (vgl. Leverkusen) usw.; auch Personennamen (meistens männl. Vornamen, etwa bei den bairischen -ing-Siedlungen)
  - Wappenzeichen wie Biber, Falk-, Greif-, Horn-, Lauen-, (Löwe)
  - Rechtlicher Status: Frei-, -stadt, zum Beispiel Freistadt, auch -markt, -bad (Kurort) und -stift (zum Beinamen siehe auch unten)
  - Rodungsnamen: Rod, Schlag, Sang, Brand, (G)schwend, -scheid oder auch -ried, -reith, -reuth, -roth, -rath von ahd. riuti = „urbar machen“
- Flurnamen: Au, Bach, Ach, See, Berg, Feld, Wald, Forst, Heide, -moos, Trath
  - Bodenbeschaffenheit: Stein, Sand, Fels, Kies, Moor
- Besonderheiten:
  - Tiere: Ber-, Hirsch-, Vogel(s)-, Eber- (Vorkommen, soweit nicht Wappentier)
  - Baumarten: Aich-, Esch-, Nuß-, Buche-, siehe auch Liste von Bäumen und Sträuchern in Mitteleuropa
  - Zahlwörter, Anzahlen von bestimmenden Objekten: Zwei-, Zwi(e)-, Dri-, Fünf-, Neun-, zum Beispiel Zweibrücken
- Wirtschaftliche Kennzeichen, teils auch als Gründungsname einer Siedlung zu einem vorhandenen Objekt:
  - Haupt- oder Zentralgebäude: Kirch-, -Burg, Münster (Kirche) oder Kloster, Schloss-, Pfalz-, -hof, -hausen
  - Gewerbe: Mühl-, -hütte(n), -schlirf oder Bodenschätze oder deren Verarbeitung: Eisen-, Erz-, Kupfer-, Gold-, Zinn- usw., Salzvorkommen: Hal-, Salz-, Sa(a)l-, Sol- (Speisesalz, Halogene)
  - Brunnen: -brunn, -quell, Pütz- zum Beispiel Pützlohn; So(o)den für salzhaltige Quellen (Bad Sooden-Allendorf, Bad Soden)
  - Handelsplätze: Kauf-, Markt-, Samstag-, -hafen, -haven
  - Verkehrswege: Straß, Weg, -bruck, -furt
  - Grenzen: Mark- oder Hof (als Abgrenzung), Grenz-, auch Einfriedungen wie Kamp, Gatter, Hag
  - Kulturland: Wiese, Feld, Alm, Acker, bzw. Brachland wie Heide, Trath
  - Ideologie: zeitweise Umbenennungen wie Leningrad, Stalingrad oder Karl-Marx-Stadt. Als Neugründung wurde Wolfsburg 1938 unter dem NS-Regime als Stadt des KdF-Wagens bei Fallersleben benannt.
- Lagebezeichnungen (wenn nicht Zusatz, siehe unten):
  - Namen von Fließgewässern: Oder-, Rhein-, Saar-, Weser-
  - Exposition: Stein, Fels, -eck, -winkel
  - Qualitäten: Schön(e)-, Lauter-, -öd, auch Sonn-, Licht(en)-, Dunkel-

### Namenszusätze
Sie grenzen gegenüber nahegelegenen, ansonsten gleichnamigen Orten ab (Groß-/Klein-, Alt-/Neu-, Hoch-/Ober-/Nieder-) und werden meistens den anderen Bestimmungswörtern vorangestellt. Die Unterscheidung zu den Bestimmungswörtern ist dabei eher funktional als inhaltlich, so dass Elemente der oberen und unteren Listen zum Teil ausgetauscht werden können, zum Beispiel Markranstädt (neben Altranstädt) und Oldenburg (ohne nahegelegenes Gegenstück).
Es gibt Unterscheidungen nach:
- Alter: Alt(en)-, Alde(n)-, Old(en)-, Ohlen-, Star- (slawisch „alt“); Neu(en)-, Nau(en)-, Nein-, Nie(n)- (Nin-, Nenn-), Nova- (slawisch „neu“)
- Größe: Groß(en)-, Gross(en)-, Grot(en)-, Groot-, Michel(n)-, Mecklen-; Klein-, Lütz(el)-, Lütten-, Lütjen- (Lütgen-), Lixen-
- Höhe: Hoch-, Hohen-, Hogen-, Ober-, Over- (Aver-), Auf-, Up- (Op-); Nieder-, Neder- (Neer-), Unter-, Sieden- usw.
- Region: Hann.(oversch)-, Neckar-, Schwäbisch-, Hess.(isch)-
- Richtung: Nord(er)- (Noord-); Süd(er)- (Sund-, Sont-, Sud-, Sauer-); Ost(er)-/West(er)-; Hinter-/Vorder-, Inner-/Außer-,
- Siedler: Deutsch(en)-; Böhmisch-; Welsch(en)-, Wendisch- (Windisch-, Wenigen-)

Auch der Zusatz Klein- kann auf eine slawische Siedlung neben einer deutschen Siedlung (Groß-) hinweisen. Dies erklärt sich über eine Übersetzungskette mit dem in mittelalterlichen Urkunden benutzen Latein: Als Bezeichnung für Wenden wurde Wenigen verwendet, dieses übersetzt zu lateinisch minor, das später als Klein- wieder ins Deutsche zurückkam. Entlang der deutsch-slawischen Siedlungsgrenze des frühen und hohen Mittelalters finden sich sowohl Orte mit Klein- im Zusatz wie auch noch das ursprüngliche Wenigen-. Beispiele hierfür sind etwa Jena und Wenigenjena am gegenüberliegenden Saale-Ufer, Wenigensömmern und Großensömmern (das heutige Sömmerda) oder Wenigentaft und Großentaft in der Rhön. Dazwischen liegen ebenfalls Orte wie Kleinbrembach und Großbrembach mit dem rückübersetzten Klein- als Namenszusatz.

### Zusatzbezeichnungen
- Sankt, San, São, Saint, Sint, Santa, Sta., St.
  - Die amtliche Bezeichnung solcher Orte enthält normalerweise entweder das ausgeschriebene Wort (zum Beispiel Sankt) oder die Abkürzung (zum Beispiel St.). Umgangssprachlich und selbst im behördlichen Schriftverkehr und auf Ortstafeln wird jedoch oft auch die jeweils andere, nichtamtliche Version gebraucht.
- Maria. Speziell in den katholischen Gebieten gibt es Marienwallfahrtsorte, wo dem Ortsnamen Maria vorgesetzt ist.
- Bad (Kurort), eine Funktionsbezeichnung

### Bei- und Übernamen
Eine Reihe von Städtenamen tauchten und tauchen im deutschen Sprachraum mehrmals auf, etwa Mühlhausen/Mülhausen oder Rotenburg/Rothenburg. Der Städtename Neustadt ist gar mehrere Dutzend Mal vorhanden. Um in einer Zeit ohne offizielle Länderkennungen oder Postleitzahlen die Städte voneinander unterscheiden zu können, erhielten sie Toponyme als Beinamen, mit denen über die zusätzliche Nennung von Flüssen (Marburg an der Drau), Inseln (Burg auf Fehmarn), Landesnamen (Münster in Westfalen), Bergen (Neustadt am Rübenberge) oder Landschaften (Herzberg am Harz) eine Unterscheidung ermöglicht werden sollte.
In einigen Ländern besitzen manche Städte neben ihrem Ortsnamen noch einen zusätzlichen, amtlich verwendeten Beinamen.
(siehe auch: Liste der Städte und Gemeinden mit Namenszusatz in Nordrhein-Westfalen)
- Bundeshauptstadt für Berlin, Wien, Bundesstadt für Bonn und Bern; zwischen 1870 und 1945 trug Berlin den Titel Reichshauptstadt, Wien zwischen 1804 und 1918 den Titel k.k./k.u.k. Residenzstadt
- Landeshauptstadt für Hauptstadt eines Gliedstaates, zum Beispiel München oder St. Pölten

Zu unterscheiden ist zwischen Namenszusätzen zur Vermeidung von Missverständnissen (zum Beispiel Stadt Haag, New York City), offiziell geführten Beifügungen (wie in Freie und Hansestadt Hamburg) und Beinamen oder Übernamen, in der Fachliteratur auch „Namenperiphrasen“ und „Namenmetaphern“ genannt, die nur zur Charakterisierung in Bezug auf eine touristische Relevanz und den „Klang“, mithin die Bedeutung oder Geschichte eines Ortes dienen, wie bei:
- Bangkok – Venedig des Ostens, wegen der zahlreichen Wasserstraßen
- Bautzen – Sächsisches Nürnberg
- Beirut – Paris des Nahen Ostens
- Berlin – Spree-Athen
- Byzanz – Zweites Rom oder Rom des Ostens
- Chicago – The Windy City, Chi-City, Chi-Town
- Detroit – Motown, Motor City
- Dresden – Elbflorenz
- Edinburgh – Athen des Nordens
- Frankfurt am Main – Mainhattan oder Bankfurt
- Graz – Stadt der Volkserhebung[8] (während der Zeit des Nationalsozialismus)
- Hamburg – Hoch im Norden oder Leuchte des Nordens
- Havanna – Perle der Karibik
- Bad Honnef – Rheinisches Nizza
- Heringsdorf – Kaiserbad
- Husum – Graue Stadt am Meer
- Istanbul, Skopje – Das Tor zum Orient
- Kiew – Mutter der russischen Städte (Hauptstadt der Kiewer Rus, der Keimzelle des heutigen Russland)
- Krakau – Slawisches Rom
- Las Vegas – Sin City oder The Entertainment Capital of the World
- Leipzig – Klein-Paris
- Linz – Stahlstadt, übernommen in den Vereinsnamen Steel City Rollers
- Mainz – Goldenes Mainz (lat. Aurea Moguntia)
- Moskau – Drittes Rom
- München – Die nördlichste Stadt Italiens (mitunter auch für Köln verwendet), umschreibend Weltstadt mit Herz, Millionendorf und aus der Zeit des Nationalsozialismus Hauptstadt der Bewegung
- Neubrandenburg – Stadt der Vier Tore, früher auch Rothenburg des Nordens
- New York – Big Apple
- New Orleans – The Big Easy (oder auch The Crescent City, The City That Care Forgot, NOLA)
- Neiße – Nysa – Schlesisches Athen
- Prag – Goldene Stadt (Zlatá Praha), Stadt der hundert Türme
- Paris – Stadt der Liebe, Paname, Lichterstadt
- Passau – Dreiflüssestadt
- Ravenna – Byzanz des Abendlandes wegen der vielen Mosaiken nach byzantinischem Vorbild
- Riga – Paris des Nordens (auch des Ostens, siehe unten)
- Rom – Ewige Stadt und Stadt der Sieben Hügel
- Saigon – Paris des Ostens, Perle des fernen Ostens
- Wilna – Vilnius – Jerusalem des Nordens
- Worms – Klein-Jerusalem

Manche Bei- oder Übernamen sind für mehrere Städte möglich:
- (Alte) Kaiserstadt: Aachen (war Pfalz von Karl dem Großen), Wien (war Hauptsitz der römisch-deutschen Kaiser und der österreichischen Kaiser), Peking (Sitz des Kaisers von China), Huế (Residenz der Kaiser von Vietnam)
- Venedig des Nordens: zum Beispiel: Sankt Petersburg, Stockholm, Hamburg, Brügge, Amsterdam, Emden, Arendal, Friedrichstadt, Stralsund, Edinburgh, Nikolaiken, Giethoorn, Papenburg
- Paris des Ostens: Budapest, Warschau (bis 1945), Riga, Bukarest, Irkutsk, Sankt Petersburg und Saigon
- Europastadt: zum Beispiel Aachen, Brüssel, Frankfurt am Main, Straßburg
- Festspielstadt für Bayreuth und Salzburg, die Städte klassischer Festspiele; neuerdings auch Baden-Baden, Bad Hersfeld, Willich, Wittenberge, Worms aus Vermarktungsgründen
- Mozartstadt: nach dem Komponisten Wolfgang Amadeus Mozart
- Messestadt als Hinweis auf hochrangige Messen (zum Beispiel für Leipzig)
- Schwäbisches Potsdam für Ludwigsburg (Garnisonsstadt des Königreichs Württemberg)
- Residenzstadt
- . . . Rothenburg: Viele Orte mit historischem Stadtkern unterstreichen die (angebliche) Ähnlichkeit mit Rothenburg ob der Tauber (zum Beispiel westfälisches Rothenburg Herten-Westerholt)[9]
- Universitätsstadt

Darüber hinaus schmücken sich auch bisweilen kleinere Ortschaften mit klangvollen Beinamen, die meist von regionalen Vorzügen, Wirtschaftsschwerpunkten oder berühmten Persönlichkeiten abgeleitet werden, zum Beispiel Barlachstadt Güstrow, Fischerstadt Lassan, Fuggerstadt Augsburg, Händelstadt Halle, Lessingstadt, Thomas-Müntzer-Stadt, Spargelstadt Beelitz, Reuterstadt Stavenhagen, Lutherstadt (Wirkungsstätten von Martin Luther), Hanse- oder Marzipanstadt Lübeck, Nibelungenstadt Worms, Eulenspiegelstadt Mölln, Volkswagenstadt Wolfsburg, Babenbergerstadt Mödling.

## Amtliche Ortsnamen

### Deutschland
Die Bildung oder Änderung von Ortsnamen fällt aufgrund von Rechtsnormen in die Zuständigkeit der Bundesländer. Die Änderung eines Gemeindenamens wird vom Gemeinderat beschlossen. Amtliche Ortsnamen müssen durch die jeweiligen Länderbehörden (zumeist Innenministerium, aber auch staatliche Mittelinstanz als Aufsichtsbehörde) genehmigt werden. Namenszusätze sind zulässig, wenn sie unter anderem der Unterscheidung dienen wie bei Neustadt in Holstein, Neustadt an der Weinstraße, Neustadt in Sachsen etc. Einige Gemeinden haben Abkürzungen, Schrägstriche oder Klammern im Namen wie Frankfurt (Oder), Hann. Münden, Nienburg/Weser oder Oldenburg (Oldb). Die Schreibweisen werden meist in Hauptsatzungen festgeschrieben.
Amtlich genehmigte, aber auch nichtgenehmigte Beinamen und Kennzeichnungen sind beispielsweise:
- Bad, gesetzlich geregelt und dann ein Bestandteil des amtlichen Namens. Er wird nur an Heilbäder vergeben, wenn bestimmte Mindestvoraussetzungen erfüllt werden. Der Titel kann erteilt und auch wieder entzogen werden. Die Stadt Aachen verzichtet auf das ihr rechtlich zustehende Bad im Namen, um ihren vordersten Platz in alphabetischen Auflistungen zu behalten. In den Namen der Städte Baden-Baden und Wiesbaden sind diese Titulierungen verflochten, um Dopplungen zu vermeiden.
- Hansestadt für Orte, die Mitglied der Hanse waren
- Universitätsstadt, zum Beispiel Tübingen, Göttingen, Heidelberg
- Bundesstadt für Bonn, die von 1949 bis 1990 Bundeshauptstadt war und nach dem Hauptstadtbeschluss noch heute Sitz vieler Bundeseinrichtungen und Teilen von Ministerien ist
- Lutherstädte (Lutherstadt Eisleben, Mansfeld-Lutherstadt, Lutherstadt Wittenberg) nach Martin Luther
- Olympiastadt für ehemalige und aktuelle Austragungsorte der Olympischen Spiele
- Wissenschaftsstadt für Straubing, Darmstadt, Fürth und Burghausen
- documenta-Stadt für Kassel, nach der Kunstausstellung
- Friedensstadt Osnabrück, nach dem Westfälischen Frieden, der den Dreißigjährigen Krieg beendete
- Sickingenstadt Landstuhl, bezogen auf das Geschlecht der Sickinger (Franz von Sickingen)
- Nationalparkstadt Schwedt/Oder
- Hochschulstadt Rosenheim

Zunehmend populär wird ein Namenszusatz, der auf den berühmtesten Sohn der Stadt verweist:
- Brüder-Grimm-Stadt Hanau
- Friedrich-Ludwig-Weidig-Stadt Butzbach
- Konrad-Zuse-Stadt Hünfeld
- Philipp-Soldan-Stadt Frankenberg (Eder)
- Theodor-Mommsen-Stadt Garding
- Hans-Staden-Stadt Wolfhagen
- Böckstiegelstadt Werther
- Büchnerstadt Riedstadt
- Kolpingstadt Kerpen
- Münchhausenstadt Bodenwerder
- Reuterstadt Stavenhagen
- Schliemannstadt Neubukow
- Widukindstadt Enger

### Österreich
Für allgemeines geografische Namensgut sind das Ortsverzeichnis (OVZ) der Statistik Austria (STAT, ehem. ÖSTAT), die Österreichische Karte 1:50.000 (ÖK50) und die Datenbank GEONAM Österreich des Bundesamtes für Eich- und Vermessungswesen (BEV) vorhanden. Deren Daten werden im Rahmen von Volkszählungen (STAT), und über Nachfrage bei den Gemeinden (BEV) ermittelt.

#### Amtlicher Ortsname
Dabei ist zu unterscheiden zwischen dem Ortsnamen einer Gemeinde, der Ortschaft, einer Siedlung (Ort im allgemeinen Sinne) und einer Katastralgemeinde:
- der Gemeindename – als Gebietskörperschaft und Rechtsperson – obliegt der Kommunalverwaltung selbst, und wird mit Gemeinderatsbeschluss vom Bürgermeister festgesetzt, und muss von der jeweiligen Landesregierung bestätigt werden. Zu der Festlegung der Gemeindenamen gehört auch die Schreibweise, die bei Abkürzungen verschieden sein können (wie Sankt oder St.) oder Änderungen bei Rechtschreibreformen (ß oder ss) wesentlich sein können. Gemeinden tragen in der amtlichen Statistik eine fünfstellige Gemeindekennziffer (GKZ) – es gibt etwa 2.100 Gemeinden.
- der Name der Ortschaft – als stadtplanerischer Region – wird seitens der amtlichen Statistik der Statistik Austria (STAT) rechtsverbindlich erfasst, sie tragen eine fünfstellige Ortschaftkennziffer (OKZ) innerhalb der Gemeindekennziffer,[11] – es gibt etwa 17.230 registrierte Ortschaften
- Siedlungsnamen im eigentlichen Sinne – als geschlossenes Siedlungsgebiet/Ortsgebiet, sie können auch Weiler/Rotten (bis zehn Häuser), Einöden (bis drei Wohnstätten) bis hin zu Einzelgebäuden darstellen – werden von der Datenbank GEONAM Österreich erfasst
- die Katastralgemeinde ist ein Subjekt des Grundbuchs bzw. des Liegenschaftskatasters, in dem sie unwiderruflich verschriftlicht ist. Sie tragen eine fünfstellige Katastralgemeindenummer (KGNR) und werden vom Bundesamt für Eich- und Vermessungswesen geführt.
- Stadtviertel (Stadtteile, Stadtbezirke) sind ein stadtplanerisches Element, deren Einteilung der jeweiligen Stadtverwaltung unterliegt: Sie können sich gänzlich von den Katastralgliederungen unterscheiden.
- daneben gibt es noch zwei Verwaltungsgliederungen in Österreich, die der Gerichtsbezirke und ihrer Sprengel, und der Wahlsprengel, die zu weiterem abweichendem Namensgut der Örtlichkeiten führen können.

Daher können dort, wo in einer Gemeinde der Hauptort als Ortschaft und Katastralgemeinde registriert ist, die amtlichen Namen abweichen:
- So heißt etwa in der Gemeinde Rußbach am Paß Gschütt die einzige Katastralgemeinde Rußbach, der dort befindliche Hauptort Rußbachsaag. Einen „Ort“ namens Rußbach gibt es nicht.

Die Katastralgemeinden werden bei Ein- und Umgemeindungen unter Umständen verlegt – die Ortschaften natürlich nicht: Werden Katastralgemeinden in diesem Vorgang geteilt, behalten sie oft den Namen, und werden dann römisch genummert:
- So heißen die beiden Hauptorte der zusammengelegten Gemeinde Wals-Siezenheim bei Salzburg Wals und Siezenheim, die dortigen Katastralgemeinden wurden nicht zusammengelegt und heißen Wals I und Siezenheim I, die Katastralgemeinden Wals II und Siezenheim II sind die jeweils zusammengefassten Grundstücke, die vom Gemeindegebiet abgetrennt wurden, und jetzt zur Stadt Salzburg gehören.

Bei Gemeindezusammenlegungen oder Eingemeindungen bleiben in den meisten Fällen die ursprünglichen Katastralgemeinden, auch in den größeren Städten, weiter bestehen: Dort tritt das Element des Stadtviertels als stadtplanerisches Element hinzu: Die Stadt Linz etwa gliedert sich in 13 Katastralgemeinden, aber neun Stadtteile (sämtlich namentlich auch als KG zu finden) und 36 statistische Bezirke. In Wien, das zusätzlich in Gemeindebezirke – eine nur hier bestehende Verwaltungsgliederung – unterteilt ist, sind die Örtlichkeitsnamen noch komplexer.
In den letzten Jahren wurden die Gemeindenamen, und zunehmend auch die der Orte, dahingehend umgestellt, dass sie innerhalb Österreichs ausnahmslos eindeutig sind, oft (in Analogie zu tradiertem Namensgut wie Zell am See und Zell am Moos im Land Salzburg) auch über die Landesgrenzen hinaus durch Beifügung eines kennzeichnenden Beinamens wie Neumarkt im Hausruckkreis (OÖ), Neumarkt in Steiermark, manche auch zur Unterscheidung gegenüber Orten anderer Staaten (meist der deutschsprachigen Nachbarregionen Südtirol, Ostschweiz, Bayern). Mit Stand 2018 gibt es nur mehr drei Fälle gleichnamiger Gemeinden (mit amtlichem Gemeindeschlüssel):
- 32315 Krumbach (Niederösterreich) und 80221 Krumbach (Vorarlberg)
- 20624 Mühldorf (Kärnten) und 31330 Mühldorf (Niederösterreich)
- 31843 Warth (Niederösterreich) und 80239 Warth (Vorarlberg)

Daneben haben sich zahlreiche Gemeinden auch Beinamen gegeben, die gar nicht zur Abgrenzung, sondern näheren landschaftlichen Bestimmung des Orts dienen, so die Kärntner Landeshauptstadt Klagenfurt am Wörthersee, oder die Atterseegemeinden, die sich alle zusammen am Attersee beigefügt haben, auch die Gemeinde Attersee am Attersee.
Die Namen der Katastralgemeinden (Grundbuch) und auch die Beschriftung der Ortstafeln (nach StVO, die sich als Ortsgebiet auf den Ortschaftsbegriff beziehen) haben diese Entwicklung teilweise nicht mitgemacht, und die unterschiedlichen rechtlichen Bezüge sind auch die Ursache des Kärntner Ortstafelstreits um die slowenischen Namen.
In diesem Zuge wurden auch in manchen Bundesländern die Gemeindenamen auf Sankt vereinheitlicht, die Katastral- und Ortschaftsnamen lauten unter Umständen noch auf St. abgekürzt (zum Beispiel Gemeinde: Sankt Georgen bei Salzburg, KG: St. Georgen, Ortschaft: St. Georgen bei Salzburg).
Die Usancen des amtlichen Gebrauchs der Abkürzung sind nach Bundesland verschieden: So ist St. Christoph am Arlberg nur so bei GEONAM Österreich (und online bei AMAP) zu finden, aber im Tiroler Landesserver Tiris nur unter Sankt Christoph am Arlberg eingetragen (Adressen: St. Christoph).
Der einzige amtlich geklammerte Gemeindename Österreichs ist Sankt Josef (Weststeiermark), sonst findet man nur sprachliche Formen (in, im, bei).

#### Beinamen von Orten
In Österreich ist der Zusatz Bad, ebenso wie Sankt, ein Bestandteil des amtlichen Namens, der von der jeweiligen Landesregierung vergeben wird. Er wird an Heilbäder, Thermalbäder, Luftkurorte etc. vergeben. Aflenz Kurort nennt sich als Gemeindename so, sonst besteht auch die Berechtigung, Erholungsdorf als Zusatzbezeichnung zu führen.
Vereinzelt findet sich etwa Stadt als Namensbestandteil (Stadt Haag), oder Dorf (Dorfgastein). Wien nennt sich Bundeshauptstadt, St. Pölten, die neue Hauptstadt Niederösterreichs, ausdrücklich Landeshauptstadt. Salzburg nennt sich als Stadtverwaltung selbst Stadt Salzburg, um sich von der Landesregierung des gleichnamigen Bundeslandes (Land Salzburg) zu unterscheiden. Die burgenländischen Statutarstädte (ein alter stadtrechtlicher Begriff) Eisenstadt und Rust tragen aber schon seit ungarischer Zeit traditionell den gültigen, aber nicht namentlich geführten Beinamen Freistadt (nicht zu verwechseln mit Freistadt OÖ).
Sonst sind offizielle Städtebeinamen unüblich, nicht zuletzt wegen der Erfahrungen während des NS-Zeit (Stadt der Reichsparteitage etc.).
Zu der Schreibweise der Gemeindenamen von Sankt ist zu bemerken, dass diese in Österreich von Bundesland zu Bundesland variiert, ob der Zusatz Sankt St. als amtliche Schreibweise verwendet wird. Das muss nicht bei Orts- oder Siedlungsnamen zutreffen.

## Kurioses

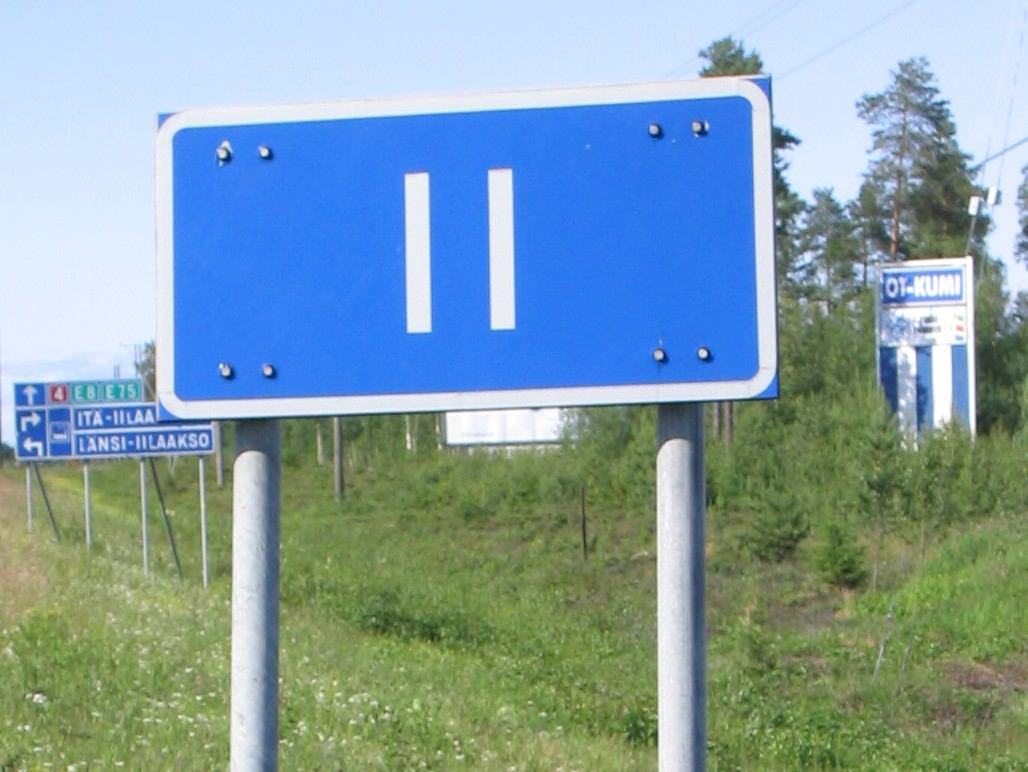
Ortsschild von Ii in Finnland

### Häufige Ortsnamen
Zu den häufigsten Ortsnamen im deutschen Sprachraum zählen Hausen, Neukirchen, Neustadt und Mühlhausen; zu den häufigsten Ortsnamen in Österreich zählen Berg, Hof, Bach, Sankt Georgen und St. Peter sowie Neusiedl.
In den USA kommt der Name Franklin am häufigsten vor (siehe Liste der größeren Städte in den Vereinigten Staaten#Häufigste Stadtnamen).

### Lange und kurze Ortsnamen
Die längste Ortsbezeichnung besitzt ein neuseeländischer Hügel namens Taumatawhakatangihangakoauauotamateaturipukakapikimaungahoronukupokaiwhenuakitanatahu (83 Zeichen), überboten vom selten verwendeten zeremoniellen Namen von Bangkok, Krung Thep Mahanakhon Amon Rattanakosin Mahinthara Ayuthaya Mahadilok Phop Noppharat Ratchathani Burirom Udomratchaniwet Mahasathan Amon Piman Awatan Sathit Sakkathattiya Witsanukam Prasit (168 Zeichen ohne Leerzeichen, 21 Wörter). Europas längsten Ortsnamen trägt die walisische Ortschaft Llanfairpwllgwyngyllgogerychwyrndrobwllllantysiliogogogoch (58 Zeichen), wobei diese eine Städtepartnerschaft mit dem niederländischen Dorf Ie und dem französischen Dorf Y einging.
Pfaffenschlag bei Waidhofen an der Thaya ist mit 40 Zeichen (auch der mit den meisten Wörtern) Österreichs längster Gemeindename. In der Schweiz ist Niederhelfenschwil (18) der längste Gemeindename in einem Wort, am meisten Zeichen hat Rudolfstetten-Friedlisberg (26).
Der längste Name einer Gemeinde in Deutschland ist Hellschen-Heringsand-Unterschaar (32 Zeichen), der längste Gemeindename in Deutschland in einem Wort ist Heiligenstedtenerkamp (21), die längste Bindestrichschreibweise von Gemeinde- und Hauptortsname ist Michelbach an der Bilz-Gschlachtenbretzingen (44), noch länger ist Gallmersgarten-Steinach bei Rothenburg ob der Tauber (52). Lange Namen von Ortsteilen sind Schmedeswurtherwesterdeich (26), Ortsteil der Gemeinde Schmedeswurth im Kreis Dithmarschen und Gotthelffriedrichsgrund (23), Ortsteil der Gemeinde Reinsberg im Landkreis Mittelsachsen.
Die kürzesten Ortsbezeichnungen:
- Einbuchstabige Ortsnamen sind sehr selten:
  - In Frankreich gibt es ein Dorf namens Y. Y liegt im gleichen Département wie Saint-Quentin-la-Motte-Croix-au-Bailly. 32 Buchstaben und sechs Bindestriche sind zu viel für den im August 2021 landesweit eingeführten Personalausweis.[16]
  - In Dänemark, Norwegen und Schweden gibt es die Ortsnamen Å (Dänisch, Norwegisch, Schwedisch) und Ö (Schwedisch) bzw. Ø (Dänisch, Norwegisch).
  - Auf den Karolineninseln gibt es den Ort U.
  - Die japanische Stadt Aioi (相生) wurde auch Ō geschrieben. (Im Japanischen sind es jedoch sowohl in der Schreibung als auch Lesung zwei Buchstaben.)
  - In China gibt es eine Vielzahl Ortsnamen, die nur aus einem Schriftzeichen bestehen, die Pinyin-Lesung vieler Schriftzeichen hat nur zwei Buchstaben.
  - Der Name des Ortes 6 in West Virginia, USA, wird offiziell als Wort Six geschrieben.[17]
- Zweibuchstabige Ortsnamen sind weniger selten:
  - Der wohl bekannteste Stadtname der Welt mit nur zwei Buchstaben ist Ur in Mesopotamien.
  - Im deutschen Sprachraum haben zwei Buchstaben: Au (viele), Ay, Ed (mehrere), Ob, Öd (mehrere) und Oy.
  - In der Schweiz findet man die Orte Gy und Lü.
  - In Belgien gibt es einen Ort namens Sy.
  - In Burkina Faso heißt eine Stadt Pô.
  - In Dänemark gibt es die Orte Ho und Ry.
  - In Estland heißt eine Ortschaft Aa.
  - In der Republik Fidschi findet man die Stadt Ba.
  - In Finnland gibt es die Stadt Ii.
  - In Frankreich gibt es 15 Gemeinden mit zwei Buchstaben: Ay, Bû, By, Eu, Fa, Gy, Oô, Oz, Py, Ri, Ry, Sy, Ur, Us und Uz.[18]
  - In Ghana liegen die Städte Ho und Wa.
  - In Irland hat eine Stadt den Namen Ta.
  - In Italien haben vier Gemeinden einen zweibuchstabigen Ortsnamen: Ne, Re, Ro und Vo.
  - In Luxemburg gibt es die Ortschaft On (deutsch Ahn).
  - In den Niederlanden heißt ein Dorf Ie.
  - In Norwegen kennt man die Kommunen Bø (Nordland) und Bø (Telemark) sowie Hå.
  - In Portugal gibt es die Gemeinde Pó.
  - in Russland liegt die Stadt Ob, die im kyrillischen Alphabet allerdings mit drei Buchstaben (Обь mit Weichheitszeichen) geschrieben wird.
  - In Schottland kennt man die Stadt Ae und die Halbinsel Oa.
  - In Schweden heißt ein Ort Ed.
  - In Serbien liegt die Gemeinde Ub im Okrug Kolubara.
  - In Sierra Leone liegt die Stadt Bo.
  - In Slowenien heißt eine Gemeinde Ig.
  - In Ungarn gibt es die Gemeinde Bő.
  - In der türkischen Provinz Trabzon heißt eine Stadt Of.

Ein Kuriosum stellen für Deutschsprachige solche Ortsnamen dar, die keine Vokale enthalten, zum Beispiel Krk (wobei bedacht werden muss, dass der Laut r im Slawischen silbig ist, man spricht [kr̩k]).

### Zahlen als Ortsnamen bzw. als Bestandteil von Ortsnamen
- Einsbach
- Zweibrücken
- Drei, Dreiweibern
- Vier, Viereck
- Fünfstetten
- Sechshelden
- Siebenhöfen, Siebenknie
- Acht
- Neun Straßen
- Zehna
- Elfsen
- Zwölfling
- Dreizehnhausen
- Vierzehn, Vierzehnheiligen
- Fünfzehnhöfe
- Sechzehneichen
- Dreißig
- Hundertmorgen

Nicht alle der aufgeführten Ortsnamen leiten sich allerdings wirklich von dem Zahlwort her, dem sie in ihrer heutigen Namensform ähneln.

### Ausrufezeichen als Bestandteil von Ortsnamen
- Westward Ho!, Großbritannien
- Saint-Louis-du-Ha! Ha!, Kanada (die einzige Gemeinde der Welt mit mehreren Ausrufezeichen im Ortsnamen[19])